# 八幡塚古墳 (つくば市)
八幡塚古墳（はちまんづかこふん、沼田八幡塚古墳/筑波八幡塚古墳）は、茨城県つくば市沼田にある古墳。形状は前方後円墳。茨城県指定史跡に指定されている（指定名称は「八幡塚」）。
筑波地方では最大規模の古墳で、6世紀前半（古墳時代後期）頃の築造とされる。

## 概要

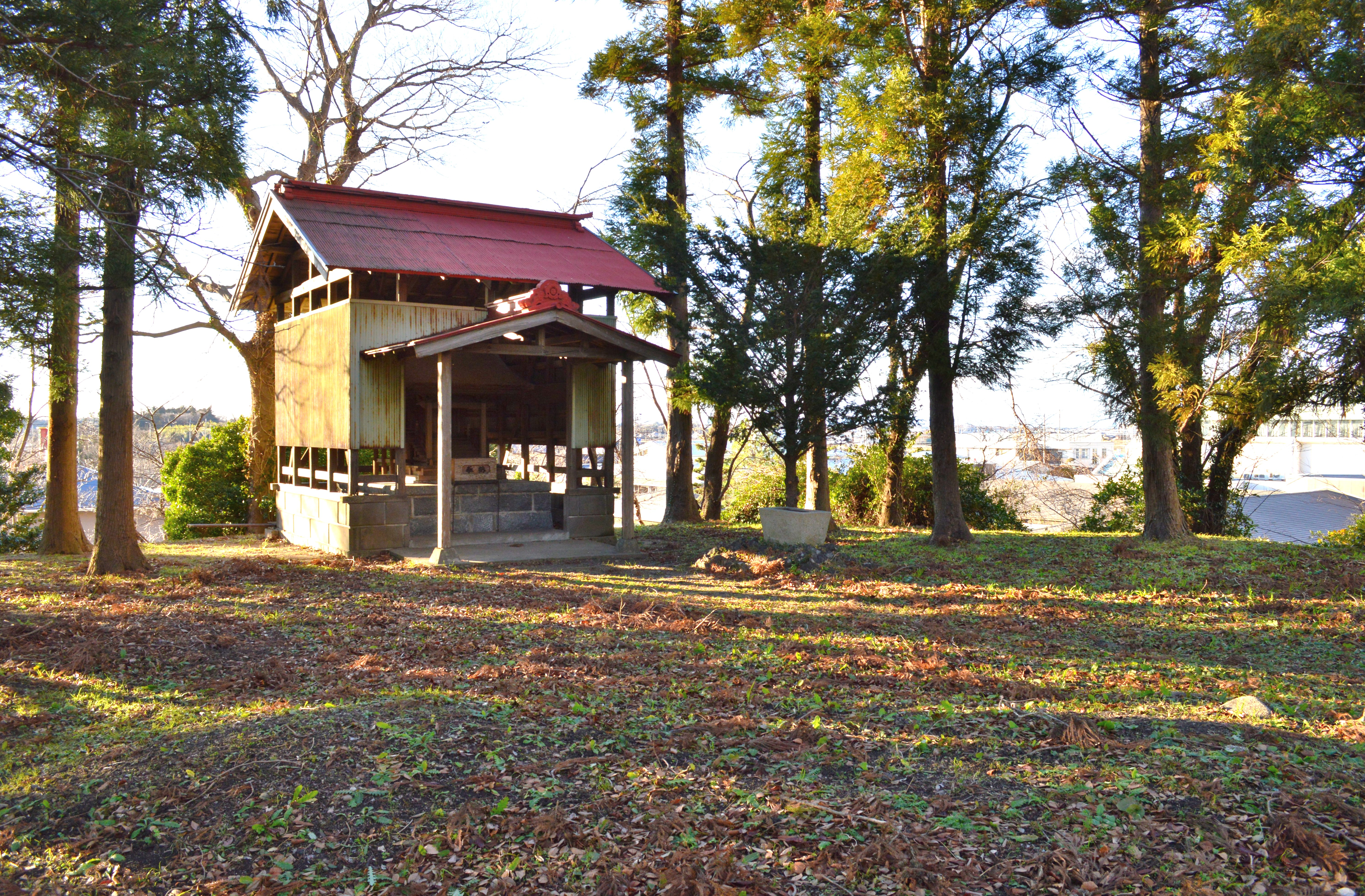
後円部墳頂八幡社が鎮座する。

筑波山南西麓、桜川左岸にある古墳で、前方部を南南東に向ける。うち前方部は遺存状態が悪かったため、1978年（昭和53年）度に推定復元されている。後円部墳頂には八幡社が祀られており、「八幡塚」の名称はこれに因む。
墳丘復元に先駆けて茨城大学により発掘調査が行なわれており、墳丘規模や裾部の葺石・埴輪の存在が明らかとなった。墳丘東の八幡池（周堀の一部と推定）からは人物埴輪も出土している。築造時期は、埋葬施設の調査が行なわれていないため正確ではないが、出土埴輪から6世紀前半（古墳時代後期）頃と推定されている。
筑波国造の領域では最大規模の古墳であり、初代筑波国造の阿閉色命（あべしこのみこと）の墓とする説がある。
古墳域は1937年（昭和12年）に茨城県指定史跡に指定されている。なお、本古墳の西方に横穴式石室を露出する円墳があるほか、筑波山南麓には多くの古墳が分布することが知られる。

## 規模
- 墳丘長：約90メートル[1]
- 後円部 - 3段築成。
  - 直径：約58メートル
- 前方部 - 2段以上の築成。
  - 長さ：約32メートル
  - 幅：約35メートル

周堀については明らかでないが、前方部東側の八幡池を中心として墳丘東側では存在が推測される。

## 文化財

### 茨城県指定文化財
- 史跡
  - 八幡塚 - 昭和12年3月9日に指定、昭和47年12月18日に史跡範囲の追加指定[3]。